# Saison 2019-2020 de Colomiers Rugby
Cette page présente la saison 2019-2020 de Colomiers Rugby en Pro D2.

## Entraîneurs
- Julien Sarraute : entraîneur principal
- Fabien Berneau : entraîneur des avants
- Fabrice Culinat : intervenant sur le poste de demi-de-mêlée
- David Skrela : intervenant jeu au pied
- Gurthrö Steenkamp : intervenant mêlée

## La saison
La saison est marquée par une suspension du championnat à partir du 13 mars après le début de la propagation de la pandémie de Covid-19 en France. Le 30 avril, la LNR propose l'arrêt définitif du championnat, après une réunion extraordinaire organisée la veille avec tous les membres du bureau exécutif et les présidents de clubs. Par conséquent, le titre national n'est pas attribué et aucune promotion, ni relégation n'est promulguée, à l'issue de cette édition ; la décision est définitivement approuvée par le comité directeur de la LNR le 2 juin. À ce moment-là, Colomiers Rugby menait le championnat devant l'USA Perpignan et le FC Grenoble.

## Effectif 2019-2020
| Nom                       | Poste            | Naissance         | Nationalité sportive | Sélections | Dernier club                     | Arrivée au club (année) |
| ------------------------- | ---------------- | ----------------- | -------------------- | ---------- | -------------------------------- | ----------------------- |
| Damien Weber              | Pilier           | 11 janvier 1986   | France               | -          | Stade français                   | 2011                    |
| Thomas Dubois             | Pilier           | 8 mai 1989        | France               | -          | USA Perpignan                    | 2012                    |
| Beka Sheklashvili         | Pilier           | 6 juillet 1986    | Géorgie              |            | SC Albi                          | 2017                    |
| Guillaume Tartas          | Pilier           | 20 novembre 1996  | France               | -          | SU Agen                          | 2017                    |
| Hugo Pirlet               | Pilier           | 2 octobre 1996    | France               | -          | RC Narbonne                      | 2018                    |
| Kane Palma-Newport        | Pilier           | 26 octobre 1990   | Angleterre           | -          | Bath Rugby                       | 2018                    |
| Victor Delmas             | Pilier           | 31 mai 1991       | France               | -          | Bath Rugby                       | 2019                    |
| Youssef Saaidia           | Talonneur        | 9 février 1995    | Algérie              |            | Formé au club                    | 2015                    |
| Agustin Costa Repetto     | Talonneur        | 21 décembre 1982  | Argentine            | `          | Tarbes PR                        | 2016                    |
| Gaëtan Barlot             | Talonneur        | 13 avril 1997     | France               | -          | Formé au club                    | 2017                    |
| Clément Chartier          | Deuxième ligne   | 11 mars 1994      | France               | -          | Formé au club                    | 2014                    |
| Martin Chiappesoni        | Deuxième ligne   | 30 juillet 1990   | Argentine            |            | US Dax                           | 2018                    |
| George Earle              | Deuxième ligne   | 9 janvier 1987    | Afrique du Sud       | -          | Cardiff Blues                    | 2019                    |
| Maxime Granouillet        | Deuxième ligne   | 12 février 1989   | France               | -          | SC Albi                          | 2017                    |
| Alexandre Ricard          | Deuxième ligne   | 30 juin 1997      | France               | -          | Formé au club                    | 2018                    |
| Alexandre Manukula        | Deuxième ligne   | 5 août 1996       | France               |            | Stade toulousain                 | 2019                    |
| Aurélien Béco             | Troisième ligne  | 12 mars 1986      | Portugal             |            | Limoges rugby                    | 2011                    |
| Romain Bezian             | Troisième ligne  | 9 août 1988       | France               | -          | Stado Tarbes PR                  | 2015                    |
| Jean Thomas               | Troisième ligne  | 10 mars 1994      | France               | -          | Formé au club                    | 2013                    |
| Mihai Macovei             | Troisième ligne  | 29 octobre 1986   | Roumanie             |            | RC Massy Essonne                 | 2015                    |
| Curtis Browning           | Troisième ligne  | 30 octobre 1993   | Australie            | -          | Oyonnax rugby                    | 2018                    |
| Waël Ponpon               | Troisième ligne  | 24 septembre 1997 | France               | -          | Formé au club                    | 2018                    |
| Pierre Pacheco            | Troisième ligne  | 16 avril 2000     | France               | -          | Formé au club                    | 2018                    |
| Yann Peysson              | Troisième ligne  | 6 juillet 2000    | France               | -          | Formé au club                    | 2018                    |
| Bastien Vergnes-Taillefer | Troisième ligne  | 13 juin 1997      | France               | -          | Formé au club                    | 2018                    |
| Léopold Dupas             | Demi de mêlée    | 1er août 1997     | France               | -          | Formé au club                    | 2015                    |
| Edoardo Gori              | Demi de mêlée    | 5 mars 1990       | Italie               |            | Benetton Trévise                 | 2019                    |
| Gilen Queheille           | Demi de mêlée    | 15 septembre 1992 | France               | -          | AS Lavaur                        | 2019                    |
| Sebastian Poet            | Demi d'ouverture | 20 octobre 1992   | Argentine            |            | Soyaux Angoulême XV              | 2017                    |
| Jules Soulan              | Demi d'ouverture | 16 juin 1994      | France               |            | Stade dijonnais                  | 2019                    |
| Cédric Coll               | Centre           | 8 août 1988       | France               | -          | Pays d'Aix                       | 2012                    |
| Johan Deysel              | Centre           | 26 septembre 1991 | Namibie              |            | Sharks                           | 2018                    |
| François Fontaine         | Centre           | 10 mai 1995       | France               | -          | Castres olympique                | 2017                    |
| Maxime Laforgue           | Centre           | 3 juin 1995       | France               | -          | Union Cognac Saint-Jean-d'Angély | 2019                    |
| Grégoire Maurino          | Centre           | 3 mars 1990       | France               | -          | Formé au club                    | 2010                    |
| Fabien Perrin             | Centre           | 16 juin 1988      | France               |            | Union bressane                   | 2019                    |
| Paul Pimienta             | Centre           | 12 septembre 1995 | France               | -          | FC Auch Gers                     | 2017                    |
| Clément Lagain            | Ailier           | 2 juin 1990       | France               | -          | Aviron bayonnais                 | 2012                    |
| Josua Vici                | Ailier           | 20 février 1994   | Fidji                | -          | Sabercats de Houston             | 2019                    |
| Martin Carré              | Ailier           | 10 avril 1997     | France               | -          | Stade rochelais                  | 2019                    |
| Simon Delas               | Ailier           | 13 juin 2000      | France               |            | Formé au club                    | 2019                    |
| Peni Rokoduguni           | Ailier           | 13 juin 2000      | France               |            | Formé au club                    | 2019                    |
| Thomas Girard             | Arrière          | 15 mars 1991      | France               | -          | RC Massy                         | 2018                    |
| Thomas Larregain          | Arrière          | 16 avril 1997     | France               |            | Formé au club                    | 2018                    |

## Calendrier et résultats
| - FC Grenoble - Colomiers rugby : 20 - 23 - Colomiers rugby - Stade montois : 29 - 16 - USA Perpignan - Colomiers rugby : 34 - 13 - Colomiers rugby - Soyaux Angoulême XV : 22 - 26 - Oyonnax rugby - Colomiers rugby : 23 - 19 - Colomiers rugby - Rouen NR : 22 - 0 - Provence rugby - Colomiers rugby : 24 - 23 - Colomiers rugby - Valence Romans DR : 33 - 6 - AS Béziers - Colomiers rugby : 15 - 22 - Colomiers rugby - US Carcassonne : 40 - 15 - RC Vannes - Colomiers rugby : 29 - 13 - Colomiers rugby - Stade aurillacois : 45 - 11 - USO Nevers - Colomiers rugby : 13 - 24 - US Montauban - Colomiers rugby : 19-21 - Colomiers rugby - Biarritz olympique : 22 - 15 | - Rouen NR - Colomiers rugby : 29 - 33 - Colomiers rugby - AS Béziers : 25 - 0 - Colomiers rugby - RC Vannes : 23 - 7 - Valence Romans DR - Colomiers rugby : 17 - 18 - Colomiers rugby - USO Nevers : 39 - 24 - Stade montois - Colomiers rugby : 16 - 12 - Colomiers rugby - Oyonnax rugby : 22 - 19 - Colomiers rugby: - Provence rugby : 30 - 3 - Stade aurillacois - Colomiers rugby : N'a pas été joué - US Carcassonne - Colomiers rugby : N'a pas été joué - Colomiers rugby - US Montauban : N'a pas été joué - Soyaux Angoulême XV - Colomiers rugby : N'a pas été joué - Colomiers rugby - USA Perpignan : N'a pas été joué - Biarritz olympique - Colomiers rugby : N'a pas été joué - Colomiers rugby - FC Grenoble : N'a pas été joué |

| Rang | Club                  | J  | V  | N | D  | Bo | Bd | Pm  | Pe  | Diff | Pts |
| ---- | --------------------- | -- | -- | - | -- | -- | -- | --- | --- | ---- | --- |
| 1    | Colomiers Rugby       | 23 | 17 | 0 | 6  | 5  | 4  | 573 | 381 | +192 | 77  |
| 2    | USA Perpignan (R)     | 23 | 16 | 0 | 7  | 8  | 4  | 671 | 426 | +245 | 76  |
| 3    | FC Grenoble (R)       | 23 | 14 | 1 | 8  | 7  | 2  | 572 | 399 | +173 | 67  |
| 4    | Oyonnax Rugby         | 23 | 14 | 0 | 9  | 5  | 6  | 589 | 414 | +175 | 67  |
| 5    | USO Nevers            | 22 | 14 | 0 | 8  | 4  | 0  | 520 | 475 | +45  | 60  |
| 6    | Biarritz olympique    | 23 | 12 | 1 | 10 | 4  | 5  | 513 | 451 | +62  | 59  |
| 7    | Soyaux Angoulême XV   | 22 | 11 | 2 | 9  | 3  | 4  | 430 | 449 | -19  | 55  |
| 8    | RC Vannes             | 23 | 12 | 0 | 11 | 3  | 3  | 460 | 485 | -25  | 54  |
| 9    | AS Béziers            | 23 | 12 | 0 | 11 | 3  | 3  | 450 | 453 | -3   | 54  |
| 11   | Stade montois         | 23 | 11 | 0 | 12 | 2  | 5  | 499 | 521 | -22  | 51  |
| 10   | US Carcassonne        | 22 | 11 | 1 | 10 | 1  | 2  | 469 | 544 | -75  | 49  |
| 12   | Provence Rugby        | 22 | 10 | 0 | 12 | 2  | 3  | 408 | 482 | -74  | 45  |
| 13   | US Montauban          | 22 | 8  | 1 | 13 | 1  | 6  | 446 | 528 | -82  | 41  |
| 14   | Stade aurillacois     | 23 | 7  | 0 | 16 | 2  | 8  | 429 | 545 | -116 | 38  |
| 15   | Rouen NR (P)          | 23 | 6  | 0 | 17 | 0  | 7  | 345 | 558 | -213 | 31  |
| 16   | Valence Romans DR (P) | 22 | 3  | 0 | 19 | 0  | 8  | 381 | 641 | -260 | 20  |

## Statistiques

### Championnat de France
Meilleurs réalisateurs
| Rang | Joueur | Poste | Points | Essais | Transf. | Pén. | Drops |
| ---- | ------ | ----- | ------ | ------ | ------- | ---- | ----- |
| 1    | -      | -     | -      | -      | -       | -    | -     |
| 2    | -      | -     | -      | -      | -       | -    | -     |
| 3    | -      | -     | -      | -      | -       | -    | -     |
| 4    | -      | -     | -      | -      | -       | -    | -     |
| 5    | -      | -     | -      | -      | -       | -    | -     |

Meilleurs marqueurs
| Rang | Joueur | Poste | Essais |
| ---- | ------ | ----- | ------ |
| 1    | -      | -     | -      |
| 2    | -      | -     | -      |
| 3    | -      | -     | -      |
| 4    | -      | -     | -      |
| 5    | -      | -     | -      |